# Седларе (Липљан)
Седларе (алб. Shalë) је насеље у општини Липљан, Косово и Метохија, Република Србија.

## Становништво
| Демографија | Демографија | Демографија |
| Година      | Становника  | Становника  |
| ----------- | ----------- | ----------- |
| 1948.       | 733         |             |
| 1953.       | 820         |             |
| 1961.       | 972         |             |
| 1971.       | 1.245       |             |
| 1981.       | 1.735       |             |
| 1991.       | 2.294       |             |